# Wörner
Le Wörner est une montagne qui s’élève à 2 474 ou 2 476 m d’altitude dans les Karwendel, à la frontière entre l'Allemagne et l'Autriche.